# شغل من چیست؟
شغل من چیست؟ (به انگلیسی: What's My Line?) یک مسابقه تلویزیونی آمریکایی است که مابین سال‌های ۱۹۵۰ تا ۱۹۶۷ از شبکهٔ سی‌بی‌اس پخش شد. این برنامه در آغاز سیاه‌وسفید و بعدها رنگی شد. هیئت داوران این مسابقه را سلبریتی‌ها و هنرمندان سرشناس تشکیل می‌دانند که در آن سوالاتی از شرکت‌کننده می‌پرسیدند و می‌باید شغل آنها را حدس می‌زدند. هر هفته یک «مهمان اسرارآمیز» هم در برنامه حضور داشت.
این برنامه سه مرتبه در سال‌های ۱۹۵۲، ۱۹۵۳ و ۱۹۵۸ میلادی برندهٔ جایزه امی و یک‌مرتبه در سال ۱۹۶۲ برندهٔ جایزهٔ گلدن گلوب شد.
در سال ۲۰۱۳ میلادی، مجلهٔ مشهور تی‌وی گاید این سریال را در رتبهٔ نهم «۶۰ مسابقهٔ تلویزیونی برتر تاریخ تلویزیون» قرار داد.